# Estefanía Ramírez
Estefanía del Jesús Ramírez Perdomo (ur. 3 kwietnia 1995) – hiszpańska zapaśniczka walcząca w stylu wolnym. Złota medalistka mistrzostw śródziemnomorskich w 2016 i brązowa w 2015 roku.